# MFK Turan Air Baku
Il M.F.K. Turan Air Baku è stata una squadra di calcio a 5 azera che militava nel campionato azero di calcio a 5.

## Storia
Ha vinto il suo primo campionato azero nella stagione 2000/2001 guadagnando la prima qualificazione alla Coppa UEFA e venendo eliminata nel girone giungendo seconda dietro la Roma RCB, ma nello stesso anno si consola rivincendo il campionato nazionale. Nella stagione 2002-03 giunge terza in campionato e viene eliminata dal Nis in coppa. L'anno successivo giunge al terzo titolo ma si tratta dell'ultimo fuoco di paglia perché viene pesantemente eliminata dalla coppa giungendo ultima nel girone e abbandona il campionato a metà stagione, nella pausa invernale dopo nove partite di campionato.

## Palmarès
- Campionati azeri: 3: 
2000-01, 2001-02, 2003-04
- Coppa d'Azerbaigian: 1
2003-04